# Volná hra
Spontánní neboli volná hra je typem dětské hry, při které si dítě samo vybere námět, záměr, hračky i partnera. Tato hra vychází z vlastní potřeby dítěte, jeho vnitřních motivů i zájmů.

## Znaky hry
Pokud budeme hru pozorovat, měli bychom postupně objevit všechny její znaky, které nám pomohou ověřit, zda si dítě skutečně hraje.
Mezi nejčastější znaky hry uvádí Koťátková: spontánnost, zaujetí, radost a uspokojení, tvořivost, fantazie, opakování a přijetí role.
- Spontánnost se projevuje v aktivním a přirozeném chování dítěte i v bezprostředním jednání či různorodě improvizaci. Podněty ve hře vychází z dítěte, které si i samo přirozeně stanovuje své cíle a záměry.
- Zaujetí hrou lze u dítěte pozorovat, když takzvaně nevnímá okolí. Dítě je hluboce soustředěné, nechce opustit svou hru a brání se vnějším podnětům, které do hry nepatří. Při případném vnějším přerušením hry bude vyslovovat nesouhlas a projevovat nespokojenost.
- Radost a uspokojení ze hry lze vyčíst ve tváři dítěte. Dítě může radost vyjadřovat mimikou, hlasem, gesty i pohyby. Samomluva dítěte umocňuje jeho prožitek ze hry, konkretizuje a umocňuje jeho emoce.
- Tvořivost je široký pojem zahrnující jak oblast pohybovou, tak i fabulační či například konstrukční. Dítě tvoří nové, originálně upravené i konstruované skutečnosti.
- Fantazie je při hře velmi důležitá, převážně mezi 3. a 6. rokem pomáhá překlenout omezení dětských možností. Hra se obohacuje o představy i zkušenosti dětí, které dítě smí měnit a upravovat.
- Opakování je v dětské hře velmi výrazné. Dítě rádo opakuje oblíbenou a ozkoušenou hru, líbí se mu vracet se do již odzkoušených situací a dále je prozkoumávat.
- Přijetí role vnáší do hry další dimenzi. Dítě si svou roli vybírá a naplňuje ji, přetváří sebou zvolené situace, dále je rozvíjí a upravuje a zároveň je ověřuje ve vztahovém kontextu s ostatními rolemi.

## Partner ve hře
Dítě si partnera volí na základě vlastního výběru, může jím být dospělý i dítě. Vázanost na rodinu se uvolňuje v předškolním věku, dítě je pak více aktivní ve své vrstevnické skupině. Jak uvádí Vágnerová, předškolní dítě si již uvědomuje rozdílnost pohlavní a kamaráda si vybírá na základě jak pohlaví, tak i zevnějšku dítěte, vlastnictví zajímavého předmětu a chování dítěte.
Při volné hře by samo dítě mělo rozhodovat, kdo si s ním smí či nesmí hrát, dospělý by neměl do výběru dítěte zasahovat. „Nátlak na dítě, aby si hrálo s druhými, mu bere jednu z nejdůležitějších zkušeností – samostatné navazování kontaktu.“

## Prostředí a prostor hry
Spontánní hra se může odehrávat v podstatě kdekoli. Je důležité nabídnout dítěti rozmanité prostředí, které zahrnuje nejen vnitřní prostory, ale i dětské hřiště, zahradu či přírodu. Volnou hru lze realizovat i v pracovní dílně.
„Čím opatrněji se chováme při zasahování do volné hry a do sociálních procesů, tím aktivněji se činíme při utváření prostoru a nabídce materiálu.“ 

## Hračky a materiál k volné hře
Ve volné hře jsou použity ty hračky a ten materiál, které si dítě do hry přinese, resp., které do hry zahrne. Může se jednat jak o hračky z domova, tak o hračky, které jsou aktuálně k dispozici. Dítě však hračku cíleně nepotřebuje a nemělo by se na ni cíleně omezovat. Lze využít i přírodní materiály volně dostupné v přírodě, věci praktického užití, kancelářský materiál aj.
Při volné hře si dítě samo určí, s čím si bude hrát, dospělý by neměl do výběru dítěte zasahovat.
Materiál pro volnou hru dítěte lze i připravit cíleně a předem, nabídku těchto předmětů je vhodné před další hrou měnit. Vhodné jsou předměty, se kterými si děti mohou hrát i bez našeho návodu a předvedení.

## Přínos pro dítě
Pomocí spontánní činnosti se dítě učí navazovat sociální kontakty s vrstevníky, domlouvat se s nimi, společně vytvářet pravidla hry a její cíle. Díky spontánní činnosti se dítě učí novým vědomostem, dovednostem, návykům, vytváří si postoje a získává další nové zkušenosti. Volná hra je nezbytná pro rozvoj a seberealizaci dítěte. Dítě si samo volí na základě svých znalostí tempo, osoby a předměty ke hře. Čas, který dítě stráví volnou hrou je pro něj velmi důležitý v prožívání určitých situací, vyjadřování emocí a sebehodnocení. Rovnováha mezi spontánní a řízenou činností je pro dítě velmi důležitá.

## Volná hra v mateřské škole
Jestliže volná hra dětí probíhá ve školce, je důležitá úloha učitelky. Ta by měla především vytvořit podmínky vhodné volnou, zajistit bezpečný prostor, vybrat hračky, pomůcky a materiál, které ke hře motivují a stimulují. To vše zajistit vzhledem k věku dětí, k jejich vývojovým zvláštnostem, k dynamice a převažujícím rysům skupiny. Učitel musí taktéž reagovat na přicházející stimuly z okolního světa a na situace, o které se děti zajímají.
Dalším důležitým krokem je zformulování základních pravidel hry, kterým děti budou rozumět a kterými se budou při společné hře řídit.
„Učitelka, která dovoluje využívat čas a prostor k volným hrám dětí podle jejich představ, by měla dokázat ustoupit do pozadí a přesto být nablízku a umět to vyjadřovat širokou škálou nonverbální komunikace i jednoduchého pozitivně laděného verbalizování toho, co vidí, co se před ní rozvíjí i vrcholí.“
Spokojené a realizující se dítě by mělo být výsledkem pedagogického působení a péče.

### Nepřímo řízená spontánní činnost
Druhý typ spontánní činnosti je možno označit jako nepřímo řízené činnosti. Nepřímo řízené činnosti jsou činnosti, které dítě vykonává samo, ale za dozoru učitele. Zevní impulz k realizaci činnosti dítě dostává od pedagoga. Příprava od pedagoga je v této činnosti velmi důležitá. Pedagog činnosti předem promyslí a naváže je k tematickému bloku. Přímo neřízená činnost by měla obsahovat různorodé učební přístupy, pomůcky a materiály. Pedagog může do her dětí vstupovat jako spoluhráč a iniciovat ji hračkami či materiálem a obohacovat ji svými nápady a napomáhat jim při řešení úkolů a korigovat chování dětí. Pedagog má díky své předchozí přípravě velký vliv na kvalitu nepřímo řízené činnosti. Dále by měl pedagog dbát a uznávat při přípravě nepřímo řízených činností tyto čtyři zásady: samostatnost, spolupráci dětí, volba vlastního postupu a řešení, výběr pomůcek a materiálů.